# MultiMediaCard
O MultiMediaCard, oficialmente abreviado como MMC, é um tipo de cartão de memória usado para armazenamento em estado sólido. Revelado em 1997 pela SanDisk e Siemens, MMC é baseado em uma interface serial de baixa contagem de pinos de contato de superfície usando um único conjunto de substrato de pilha de memória e, portanto, é muito menor do que os sistemas anteriores baseados em interfaces paralelas de alta contagem de pinos usando montagem em superfície tradicional, como CompactFlash. Ambos os produtos foram introduzidos inicialmente usando a tecnologia SanDisk flash NOR. O MMC originalmente usava uma interface serial de 1 bit, mas versões mais recentes da especificação permitem transferências de 4 ou 8 bits por vez. O MMC pode ser usado em muitos dispositivos que podem usar cartões Secure Digital (SD).
Normalmente, um MMC funciona como um meio de armazenamento para um dispositivo portátil, em um formato que pode ser facilmente removido para acesso por um PC. Por exemplo, uma câmera digital usaria um MMC para armazenar arquivos de imagem. Através de um leitor MMC (normalmente uma pequena caixa que se conecta via USB ou alguma outra conexão serial, embora alguns possam ser encontrados integrados ao próprio computador), o usuário pode transferir fotos tiradas com a câmera digital para o computador. Computadores modernos, tanto laptops quanto desktops, geralmente possuem slots SD, que podem ler MMCs adicionalmente se os drivers do sistema operacional puderem.
Os MMCs estão disponíveis em tamanhos de até 512 GB, inclusive. Eles são usados em quase todos os contextos em que os cartões de memória são usados, como telefones celulares, players de áudio digital, câmeras digitais e PDAs. Desde a introdução dos cartões SD, poucas empresas incorporam slots MMC em seus dispositivos (uma exceção são alguns dispositivos móveis, como o comunicador Nokia 9300 de 2004, onde o tamanho menor do MMC é um benefício), mas o formato um pouco mais fino e compatível com pinos podem ser usados em quase todos os dispositivos que podem usar cartões SD se o software/firmware do dispositivo for capaz.
Embora poucas empresas incorporem slots MMCs em dispositivos a partir de 2018 (os cartões SD são mais comuns), o MMC incorporado (eMMC) ainda é amplamente utilizado em eletrônicos de consumo como principal meio de armazenamento integrado em dispositivos portáteis. Ele fornece um sistema de memória flash de baixo custo com um controlador embutido que pode residir dentro de um telefone Android ou Windows ou em um PC de baixo custo e pode aparecer para seu host como um dispositivo inicializável, em vez de uma forma mais cara de armazenamento de estado sólido, como uma unidade de estado sólido tradicional.

## Padrão aberto
Essa tecnologia é um padrão disponível para qualquer empresa que queira desenvolver produtos baseados nela. Não há cobrança de royalties para dispositivos que hospedem um MMC. Uma associação com a MMC Association deve ser adquirida para fabricar os próprios cartões.
A partir de julho de 2009, as especificações da versão 4.4 (de março de 2009) podem ser solicitadas ao MMCA e, após o registro no MMCA, podem ser baixadas gratuitamente. Versões mais antigas do padrão, bem como alguns aprimoramentos opcionais do padrão, como MiCard e SecureMMC, devem ser adquiridos separadamente.
Uma versão altamente detalhada está disponível on-line que contém informações essenciais para escrever um driver MMC.
A partir de 23 de setembro de 2008, o grupo MMCA entregou todas as especificações à JEDEC, incluindoativos MMC (e-MMC) e miCARD incorporados. JEDEC é uma organização dedicada a padrões para a indústria de estado sólido.
A partir de fevereiro de 2015, as especificações mais recentes da versão 5.1 podem ser solicitadas ao JEDEC e, após o registro no JEDEC, podem ser baixadas gratuitamente. Versões mais antigas do padrão, bem como alguns aprimoramentos opcionais do padrão, como MiCard e SecureMMC, devem ser adquiridos separadamente.

## Variantes

### RS-MMC

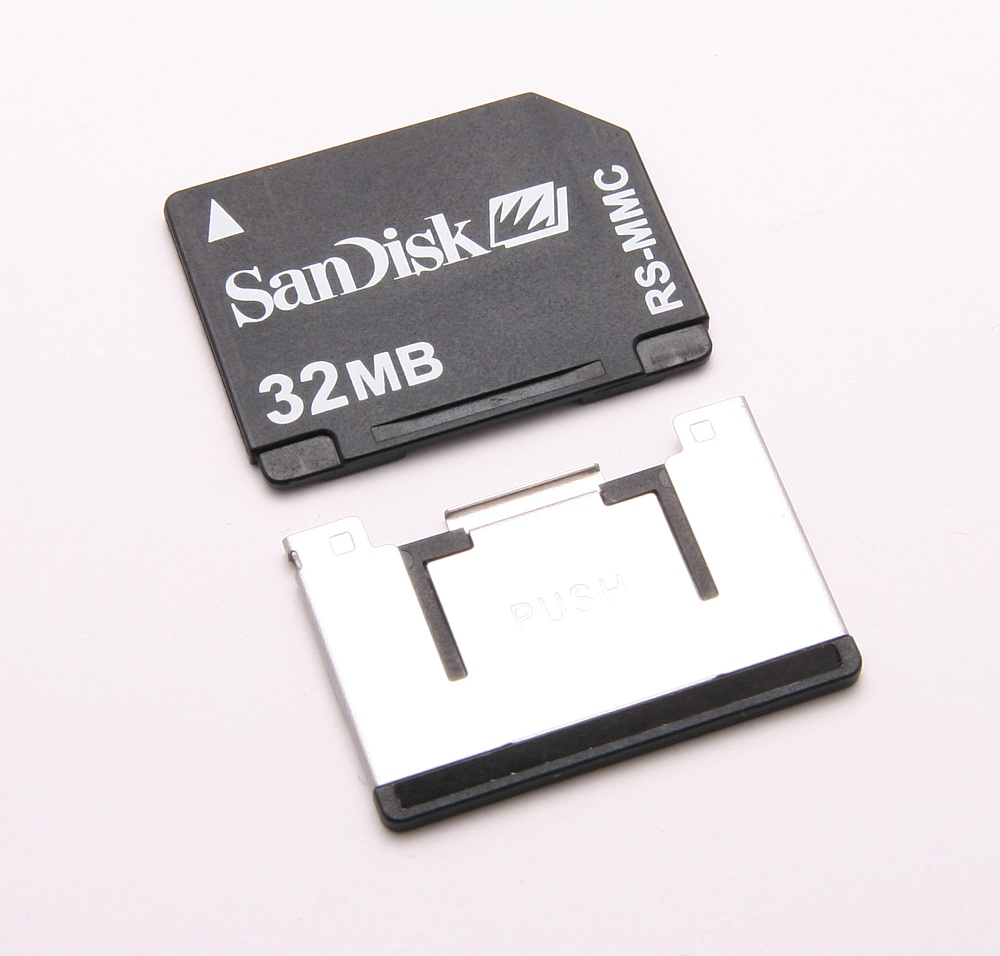
Cartão RS-MMC com adaptador

Em 2004, o MultiMediaCard (RS-MMC) de tamanho reduzido foi introduzido como um formato menor do MMC, cerca de metade do tamanho: 24 mm x 18 mm x 1,4 mm. O RS-MMC usa um adaptador mecânico simples para alongar o cartão para que possa ser usado em qualquer slot MMC (ou SD). Atualmente, os RS-MMCs estão disponíveis em tamanhos de até 2 GB, inclusive.
A continuação moderna de um RS-MMC é comumente conhecida como MiniDrive (MD-MMC). Um MiniDrive é geralmente um adaptador de cartão microSD no formato de RS-MMC. Isso permite que um usuário aproveite a ampla variedade de MMCs modernos disponíveis para exceder as limitações históricas de 2 GB da tecnologia de chip mais antiga.
As implementações de RS-MMCs incluem Nokia e Siemens, que usaram RS-MMC em seus smartphones Symbian, Series 60, o Nokia 770 Internet Tablet e as gerações 65 e 75 (Siemens). No entanto, desde 2006, todos os novos dispositivos da Nokia com slots de cartão usam cartões miniSD ou microSD, com a empresa abandonando o suporte ao padrão MMC em seus produtos. A Siemens saiu completamente do negócio de telefonia móvel em 2006. A Siemenes continua a usar o MMC para alguns armazenamentos PLC, aproveitando os avanços do MD-MMC.

### DV-MMC
O Dual-Voltage MultimediaCard (DV-MMC) é uma das primeiras mudanças aceitáveis no MMC foi a introdução de placas de dupla voltagem que podem operara em 1,8 V além de 3,3 V. Rodar em voltagens mais baixas reduz o consumo de energia do cartão, o que é importante para dispositivos móveis. No entanto, peças simples de dupla voltagem rapidamente saíram de produção em favor do MMCplus e MMCmobile, que oferecem recursos além da capacidade de dupla voltagem.

### MMCplus e MMCmobile
A versão 4.x do padrão MMC, introduzida em 2005, trouxe duas mudanças muito significativas para competir com os cartões SD: capacidade de rodar em velocidades mais altas (26 MHz e 52MHz) que o MMC original (20MHz) ou SD (25MHz, 50MHz) e um barramento de dados de quatro ou oito bits.
Os cartões de tamanho normal e os cartões de tamanho reduzido da versão 4.x podem ser comercializados como MMCplus e MMCmobile, respectivamente.
As placas da versão 4.x são totalmente compatíveis com os leitores existentes, mas exigem hardware/software atualizados para usar seus novos recursos; embora o barramento de quatro bits e os modos de operação de alta velocidade desejam deliberadamente compatíveis eletricamente com SD, o protocolo de inicialização é diferente, portanto, são necessárias atualizações de firmware/software para usar esses recursos em um leitor SD.

### MMCmicro

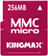
MMCmicro

MMCmicro é uma versão de tamanho micro do MMC. Com dimensões de 14 mm x 12 mm x 1,1 mm, é ainda menor e mais fino que o RS-MMC. Como o MMCmobile, o MMCmicro permite dupla voltagem, é compatível com MMC e pode ser usado em slots MMC e SD de tamanho normal com um adaptador mecânico. As placas MMCmicro possuem os recursos de alta velocidade e barramento de quatro bits da especificiação 4.x, mas não o barramento de oito bits, devido à ausência de pinos extras.[carece de fontes?]
Era anteriormente conhecido como S-card quando introduzido pela Samsung em 13 de dezembro de 2004. Mais tarde foi adaptador e introduzido em 2005 pela MultiMediaCard Association (MMCA) como o terceiro cartão de memória de fator de forma na família MultiMediaCard.
O MMCMicro parece muito semelhante ao microSD, mas os dois formatos não são fisicamente compatíveis e possuem pinagem incompatíveis.

### MiCard
O MiCard é um extensão compatível com versões anteriores do padrão MMC com um tamanho máximo teórico de 2048 GB (2 TiB) anunciado em 2 de junho de 2007. O cartão é composto de duas partes destacáveis, bem como um cartão microSD com adaptador SD. O pequeno cartão de memória se encaixa diretamente em uma porta USB, enquanto também possui contatos elétricos compatíveis com MMC, que com um adaptador eletromecânico incluído se encaixa em leitores de cartão SD e MMC tradicionais. Até o momento, apenas um fabricante (Pretec) produziu cartões neste formato.
Desenvolvido pelo Industrial Technology Research Institute de Taiwan, no momento do anúncio, doze empresas taiwanesas (incluindo ADATA Technology, Asustek, BenQ, Carry Computer Eng. Co., C-One Technology, DBTel, Power Digital Card Co. e Ri CHIP) assinou contrato para fabricar o novo cartão de memória. No entanto, em junho de 2011, nenhuma das empresas listadas havia lançado tais cartões, nem qualquer outros anúncios foram feitos sobre os planos para o formato.
O cartão foi anunciado para estar disponível a partir do terceiro trimestre de 2007. Esperava-se que as 12 empresas taiwanesas que planejavam fabricar o produto e o hardware relacionado economizassem até US$ 40 milhões em taxas de licenciamento, que presumivelmente seriam pagas aos proprietários de formatos de memória flash concorrentes. O cartão inicial deveria ter capacidade de 8 GB, enquanto o padrão permitiria tamanhos de até 2048 GB. Foi declarado ter velocidades de transferência de dados de 480 Mbit/s (60 Mbyte/s), com planos para aumentar os dados ao longo do tempo.

### SecureMMC
Uma parte adicional e opcional da especificação MMC 4.x é um mecanismo DRM destinado a permitir que o MMC concorra com SD ou Memory Stick nesta área. Muito pouca informação é conhecida[carece de fontes?] sobre como o SecureMMC funciona ou como usas características de DRM se comparam com seus concorrentes.

### eMMC

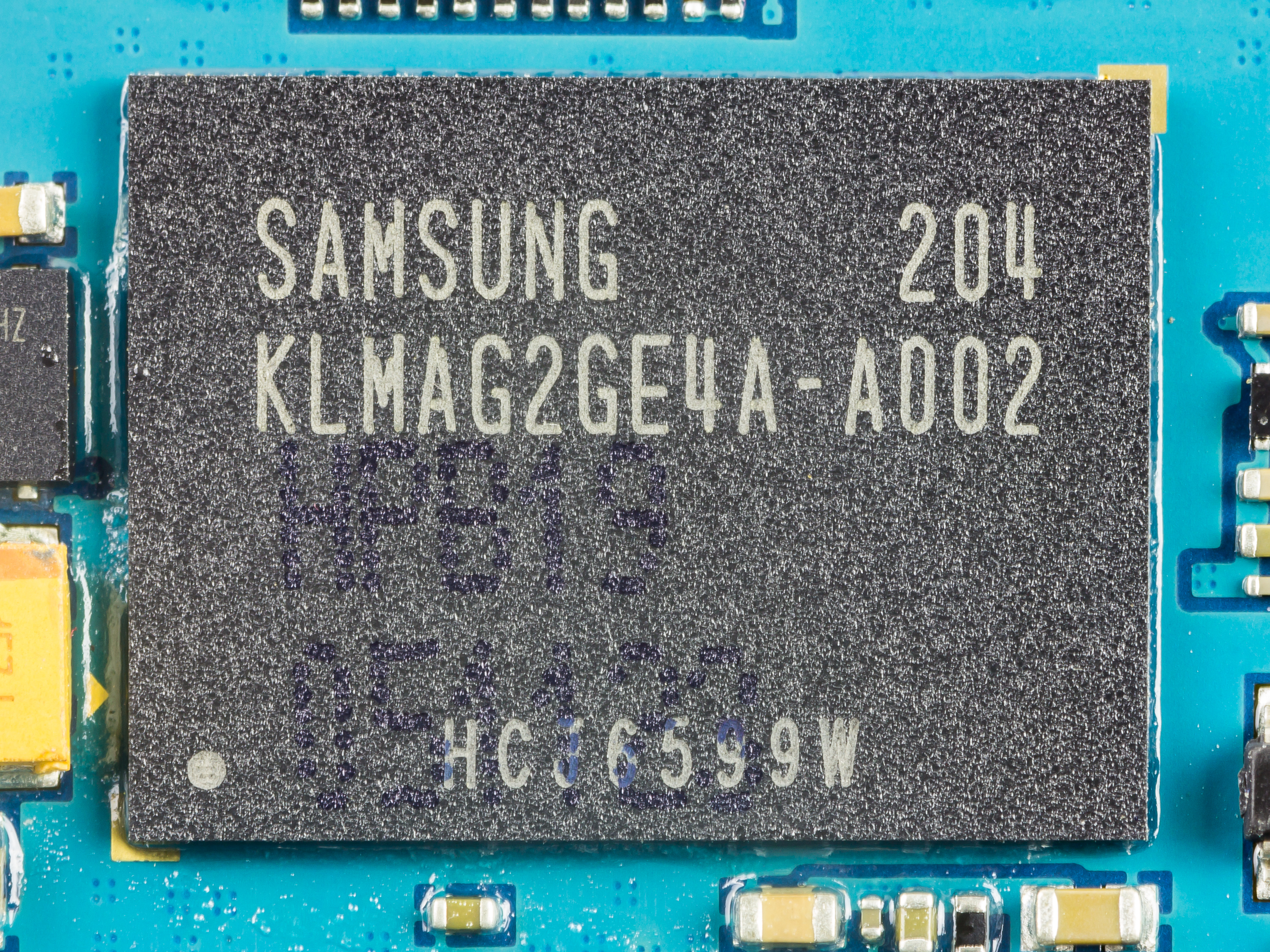
eMMC KLMAG2GE4A-A002 dentro do Samsung Galaxy Tab 2 10.1.

A arquitetura eMMC (embedded MMC) coloca os componentes do MMC (memória flash mais controlador) em um pacote de CI para uso em placas de circuito como um sistema de memória não volátil embutido. O eMMC existe em pacotes de 100, 153, 169 esferas e é baseado em uma interface paralela de 8 bits. Isso é visivelmente diferente de outras versões do MMC, pois não é um cartão removível pelo usuário, mas sim um anexo permanente à placa de circuito. No caso de um problema decorrente de memória ou de seu controlador, o PCB (placa de circuito impresso) precisaria ser substituído ou reparado. No eMMC, o sistema host simplesmente lê e grava dados de e para os endereços do bloco lógico. O hardware e o firmware do controlador eMMC aliviam a carga do sistema host ao realizar a correção de erros e o gerenciamento de dados.
|           | Leitura Sequencial (MB/s) | Gravação Sequencial (MB/s) | Leitura aleatória (IO/s) | Gravação aleatória (IO/s) | Frequência do Relógio (Mhz) | Usado em       |
| --------- | ------------------------- | -------------------------- | ------------------------ | ------------------------- | --------------------------- | -------------- |
| eMMC 4.3  |                           |                            |                          |                           |                             |                |
| eMMC 4.4  |                           |                            |                          |                           |                             |                |
| eMMC 4.41 |                           |                            |                          |                           | 52                          |                |
| eMMC 4.5  | 140                       | 50                         | 7000                     | 2000                      | 200                         | Snapdragon 800 |
| eMMC 5.0  | 250                       | 90                         | 7000                     | 13000                     |                             | Snapdragon 801 |
| eMMC 5.1  | 250                       | 125                        | 11000                    | 13000                     |                             | Snapdragon 820 |

Quase todos os telefones celulares e tablets usavam essa forma de flash para armazenamento principal até 2016, quando a UFS começou a assumir o controle do mercado. A versão mais recente do padrão eMMC (JESD84-B51) da JEDEC é a versão 5.1. A lançada em janeiro de 2019, com velocidades (leitura/gravação?) que rivalizam com SSDs baseados em SATA discretos (400 MB/s).
O eMMC não suporta o protocolo SPI-bus. O eMMC usa flash NAND.

### Outros
Em 2004, Seagate, Hitachi e outros introduziram uma interface chamada CE-ATA para unidades de disco rígido de formato pequeno. Esta interface era eletricamente e fisicamente compatível com a especificação MMC. No entanto, o suporte para o desenvolvimento do padrão terminou em 2008.
O formato do cartão de jogo usado no PlayStation Vita foi baseado no padrão MMC, mas com uma pinagem diferente e suporte para comandos de inicialização personalizados, bem como proteção contra cópia.

### Tabela
| Modelo                              | MMC                           | RS-MMC                        | MMCplus                       | MMCmobile                     | SecureMMC                     | SDIO                                                                                 | SD                                                                                   | miniSD                                                                               | microSD |
| ----------------------------------- | ----------------------------- | ----------------------------- | ----------------------------- | ----------------------------- | ----------------------------- | ------------------------------------------------------------------------------------ | ------------------------------------------------------------------------------------ | ------------------------------------------------------------------------------------ | --- |
| SD-socket compatible                | Sim                           | Extensor                      | Sim                           | Extensor                      | Sim                           | Sim                                                                                  | Sim                                                                                  | Adaptador                                                                            | Adaptador                                                                                                   |
| Pinos                               | 7                             | 7                             | 13                            | 13                            | 7                             | 9                                                                                    | 9                                                                                    | 11                                                                                   | 8 |
| Largura                             | 24 mm                         | 24 mm                         | 24 mm                         | 24 mm                         | 24 mm                         | 24 mm                                                                                | 24 mm                                                                                | 20 mm                                                                                | 11 mm |
| Comprimento                         | 32 mm                         | 18 mm                         | 32 mm                         | 18 mm                         | 32 mm                         | 32 mm+                                                                               | 32 mm                                                                                | 21.5 mm                                                                              | 15 mm |
| Espessura                           | 1.4 mm                        | 1.4 mm                        | 1.4 mm                        | 1.4 mm                        | 1.4 mm                        | 2.1 mm                                                                               | 2.1 mm (a maioria) 1.4 mm (raro)                                                     | 1.4 mm                                                                               | 1 mm |
| Modo de SPI-bus 1-bit               | Opcional                      | Opcional                      | Opcional                      | Opcional                      | Sim                           | Sim                                                                                  | Sim                                                                                  | Sim                                                                                  | Sim |
| Relógio máximo do barramento SPI    | 20 MHz                        | 20 MHz                        | 52 MHz                        | 52 MHz                        | 20 MHz                        | 50 MHz                                                                               | 25 MHz                                                                               | 50 MHz                                                                               | 50 MHz |
| Modo de barramento MMC/SD de 1 bit  | Sim                           | Sim                           | Sim                           | Sim                           | Sim                           | Sim                                                                                  | Sim                                                                                  | Sim                                                                                  | Sim |
| Modo de barramento MMC/SD de 4 bits | Não                           | Não                           | Sim                           | Sim                           | Não                           | Opcional                                                                             | Sim                                                                                  | Sim                                                                                  | Sim |
| Modo de barramento MMC de 8 bits    | Não                           | Não                           | Sim                           | Sim                           | Não                           | Não                                                                                  | Não                                                                                  | Não                                                                                  | Não |
| Modo DDR                            | Não                           | Não                           | Sim                           | Sim                           | Desconhecido                  | Desconhecido                                                                         | Desconhecido                                                                         | Desconhecido                                                                         | Desconhecido                                                                                                |
| Relógio máximo do barramento MMC/SD | 20 MHz                        | 20 MHz                        | 52 MHz                        | 52 MHz                        | 20 MHz?                       | 50 MHz                                                                               | 208 MHz                                                                              | 208 MHz                                                                              | 208 MHz |
| Taxa máxima de transferência MMC/SD | 20 Mbit/s                     | 20 Mbit/s                     | 832 Mbit/s                    | 832 Mbit/s                    | 20 Mbit/s?                    | 200 Mbit/s                                                                           | 832 Mbit/s                                                                           | 832 Mbit/s                                                                           | 832 Mbit/s                                                                                                  |
| Interrupções                        | Não                           | Não                           | Não                           | Não                           | Não                           | Opcional                                                                             | Não                                                                                  | Não                                                                                  | Não |
| Suporte DRM                         | Não                           | Não                           | Não                           | Não                           | Yes                           | —                                                                                    | Yes                                                                                  | Yes                                                                                  | Yes |
| Criptografia do usuário             | Não                           | Não                           | Não                           | Não                           | Sim                           | Não                                                                                  | Não                                                                                  | Não                                                                                  | Não |
| Especificação simplificada          | Sim                           | Sim                           | Não                           | Não                           | Desconhecido                  | Sim                                                                                  | Sim                                                                                  | Não                                                                                  | Não |
| Custo da associação                 | JEDEC: US$4,400/ano, opcional | JEDEC: US$4,400/ano, opcional | JEDEC: US$4,400/ano, opcional | JEDEC: US$4,400/ano, opcional | JEDEC: US$4,400/ano, opcional | SD Card Association: US$2,000/ano, geral; US$4,500/ano, executivo                    | SD Card Association: US$2,000/ano, geral; US$4,500/ano, executivo                    | SD Card Association: US$2,000/ano, geral; US$4,500/ano, executivo                    | SD Card Association: US$2,000/ano, geral; US$4,500/ano, executivo                                           |
| Custo de especificação              | Livre                         | Livre                         | Livre                         | Livre                         | Desconhecido                  | Simplificado: grátis. Completo: associação, ou US$ 1.000/ano para não-membros de P&D | Simplificado: grátis. Completo: associação, ou US$ 1.000/ano para não-membros de P&D | Simplificado: grátis. Completo: associação, ou US$ 1.000/ano para não-membros de P&D | Simplificado: grátis. Completo: associação, ou US$ 1.000/ano para não-membros de P&D                        |
| Licença de host                     | Não                           | Não                           | Não                           | Não                           | Não                           | US$ 1.000/ano, exceto uso somente no modo SPI                                        | US$ 1.000/ano, exceto uso somente no modo SPI                                        | US$ 1.000/ano, exceto uso somente no modo SPI                                        | US$ 1.000/ano, exceto uso somente no modo SPI                                                               |
| Royalties do cartão                 | Yes                           | Yes                           | Yes                           | Yes                           | Yes                           | Yes, US$1,000/ano                                                                    | Yes                                                                                  | Yes                                                                                  | Yes |
| Compatível com código aberto        | Sim                           | Sim                           | Desconhecido                  | Desconhecido                  | Desconhecido                  | Sim                                                                                  | Sim                                                                                  | Sim                                                                                  | Sim |
| Voltagem nominal                    | 3.3 V                         | 3.3 V                         | 3.3 V                         | 1.8 V/3.3 V                   | 1.8 V/3.3 V                   | 3.3 V                                                                                | 3.3 V (SDSC), 1.8/3.3 V (SDHC, SDXC & SDUC)                                          | 3.3 V (miniSD), 1.8/3.3 V (miniSDHC)                                                 | 3.3 V (SDSC), 1.8/3.3 V (microSDHC, microSDXC & microSDUC)                                                  |
| capacidade máxima                   | 128 GB                        | 2 GB                          | 128 GB?                       | 2 GB                          | 128 GB?                       | ?                                                                                    | 2 GB (SD), 32 GB (SDHC), 1 TB (SDXC), 2 TB (SDXC, teórico), 128 TB (SDUC, teórico)   | 2 GB (miniSD), 16 GB (miniSDHC)                                                      | 2 GB (microSD), 32 GB (microSDHC), 1 TB (microSDXC), 2 TB (microSDXC, teórico), 128 TB (microSDUC, teórico) |
| Modelo                              | MMC                           | RS-MMC                        | MMCplus                       | MMCmobile                     | SecureMMC                     | SDIO                                                                                 | SD                                                                                   | miniSD                                                                               | microSD |

- Dados de tabela compilados das especificações MMC, SD e SDIO dos sites da SD Association e JEDEC. Os dados para outras variações de cartão são interpolados.

### Organizações
- JEDEC - Solid State Technology Association

### Outro
- Sandisk OEM Manual for MMC and RS-MMC (PDF)
- KingMax MMC technical document (PDF)
- MMC pinout (tech.)
- MMCplus pinout (tech.)